# 爱德华·莫斯卡廖夫
爱德华·米哈伊洛维奇·莫斯卡廖夫（羅馬化：Eduard Mykhailovych Moskaliov；1973年12月22日—），烏克蘭军人、陆军少将，曾任乌克兰东部作战司令部第一副司令。曾於俄乌战争乌克兰入侵库尔斯克期间，负责主管乌克兰占领下的库尔斯克州军事管制局。

## 事蹟
2012年，莫斯卡廖夫領導烏克蘭陸軍第169訓練中心第300訓練坦克團。
2022年3月15日至6月10日，其擔任烏克蘭聯合作戰司令部司令。
2022年6月，其擔任烏克蘭東部作戰司令部第一副司令。
2023年2月26日，根據烏克蘭總統令第113/2023號，他被免去聯合作戰司令部的職務。
截至2023年3月至4月，其擔任敖德薩戰區指揮官。
2024年8月15日，其被任命為烏佔庫爾斯克州新設的軍事管制局局長。

## 榮譽
- 二級波格丹·赫梅利尼茨基勳章[7]
- 三級波格丹·赫梅利尼茨基勳章[8]